# Sonny Boy
Sonny Boy – album amerykańskiego saksofonisty jazzowego Sonny’ego Rollinsa, wydany po raz pierwszy w 1961 roku z numerem katalogowym PRLP 7207 nakładem Prestige Records.

## Powstanie
Na płytę trafiło pięć kompozycji, z których cztery należały do ostatnich nagrań Rollinsa dla wytwórni Prestige. Trzy utwory (Ee-Ah, B. Quick, B. Swift) uprzednio wydane zostały na albumie Tour de Force (PRLP 7126), jeden natomiast, wcześniej nie ogłoszony The House I Live In, pochodzi z sesji nagraniowej, w trakcie której zarejestrowano również materiał zamieszczony na płycie Rollins Plays for Bird (PRLP 7095).
Materiał na płytę został zarejestrowany 5 października (B1) i 7 grudnia (A1-A3, B2) 1956 roku przez Rudy’ego Van Geldera w należącym do niego studiu (Van Gelder Studio) w Hackensack w stanie New Jersey. Produkcją albumu zajął się Bob Weinstock.

## Lista utworów
Opracowano na podstawie materiału źródłowego.
Wydanie LP
Strona A
| Nr | Tytuł utworu | Muzyka        | Długość |
| -- | ------------ | ------------- | ------- |
| 1. | „Ee-Ah”      | Sonny Rollins | 6:53    |
| 2. | „B. Quick”   | Rollins       | 9:11    |
| 3. | „B. Swift”   | Rollins       | 5:15    |
|    |              |               | 21:19   |

Strona B
| Nr | Tytuł utworu          | Muzyka                       | Długość |
| -- | --------------------- | ---------------------------- | ------- |
| 1. | „The House I Live In” | Earl Robinson                | 9:22    |
| 2. | „Sonny Boy”           | Buddy DeSylva, Ray Henderson | 8:22    |
|    |                       |                              | 17:44   |

## Twórcy
Opracowano na podstawie materiału źródłowego.
Muzycy:
- Sonny Rollins – saksofon tenorowy
- Kenny Dorham – trąbka (wyłącznie w B1)
- Kenny Drew – fortepian (A1-A3, B2)
- Wade Legge – fortepian (wyłącznie w B1)
- George Morrow – kontrabas
- Max Roach – perkusja

Produkcja:
- Bob Weinstock – produkcja muzyczna
- Rudy Van Gelder – inżynieria dźwięku
- Joe Goldberg – liner notes